# Atletismo nos Jogos Pan-Americanos de 2003 - 5000 m masculino
A prova dos 5000 m rasos masculino nos Jogos Pan-Americanos de 2003 foi realizada em 5 de agosto de 2003.

## Calendário
| Data        | Fase  |
| ----------- | ----- |
| 5 de agosto | Final |

## Medalhistas
| Ouro   | BRA Hudson de Souza     |
| Prata  | MEX David Galván        |
| Bronze | BRA Marílson dos Santos |

## Recordes
Recordes mundial e pan-americano antes da disputa dos Jogos Pan-Americanos de 2003.
| Tipo                             | Atleta              | Tempo    | Local         | Data                |
| -------------------------------- | ------------------- | -------- | ------------- | ------------------- |
|                                  | Haile Gebrselassie  | 12:39.36 | Helsinque     | 13 de junho de 1998 |
| Recorde dos Jogos Pan-Americanos | Armando Quintanilla | 13:30.35 | Mar del Plata | 25 de março de 1995 |

## Resultados
| Posição | Atleta                  | Tempo    |
| ------- | ----------------------- | -------- |
| 1       | BRA Hudson de Souza     | 13:50.71 |
| 2       | MEX David Galván        | 13:52.92 |
| 3       | BRA Marílson dos Santos | 13:56.90 |
| 4       | MEX Alejandro Suárez    | 13:58.19 |
| 5       | CHI Mauricio Díaz       | 13:58.85 |
| 6       | VEN Freddy González     | 14:21.53 |
| 7       | COL William Naranjo     | 14:25.70 |
| 8       | BIZ Patrick Fuller      | 14:39.23 |
| 9       | USA Seth Hejny          | 14:50.33 |
| 10      | DOM Jesús Ramírez       | 15:55.17 |
| —       | GUA José Amado García   | DNF      |